# Henry Ernest Muhlenberg
Henry Ernest Muhlenberg (Trappe, Pensilvânia, 17 de novembro de 1753 — Lancaster, Pensilvânia, 23 de maio de 1815) foi um botânico e  pastor luterano norte-americano.